# Karlštejn (localidad)
Karlštejn es una localidad del distrito de Beroun en la región de Bohemia Central, República Checa, con una población estimada a principio del año 2018 de 830 habitantes. Aquí se encuentra el castillo de Karlštejn.
Se encuentra ubicada al oeste de la región y de Praga, en la cuenca hidrográfica del río Berounka —un afluente izquierdo del río Moldava—, y cerca de la frontera con la región de Pilsen.

## Historia
El predecesor de Karlštejn fue Budňany, un asentamiento fundado en 1348 por los artesanos que construyeron el castillo de Karlštejn. En 1952, se creó la moderna localidad comercial de Karlštejn fusionando los municipios de Budňany y Poučník y recibió el nombre del castillo.